# Julija Matvejevna Karzinkina
Julija Matvejevna Karzinkina (ryska: Юлия Матвеевна Карзинкина), född 1850, död 1915, var en rysk affärsidkare och filantrop. Hon var från 1887 registrerad i köpmansskrået i Moskva, där hon ägde en butikskedja.Hon är också känd som mecenat för ett nunnekloster. 